# Caesarea Maritima

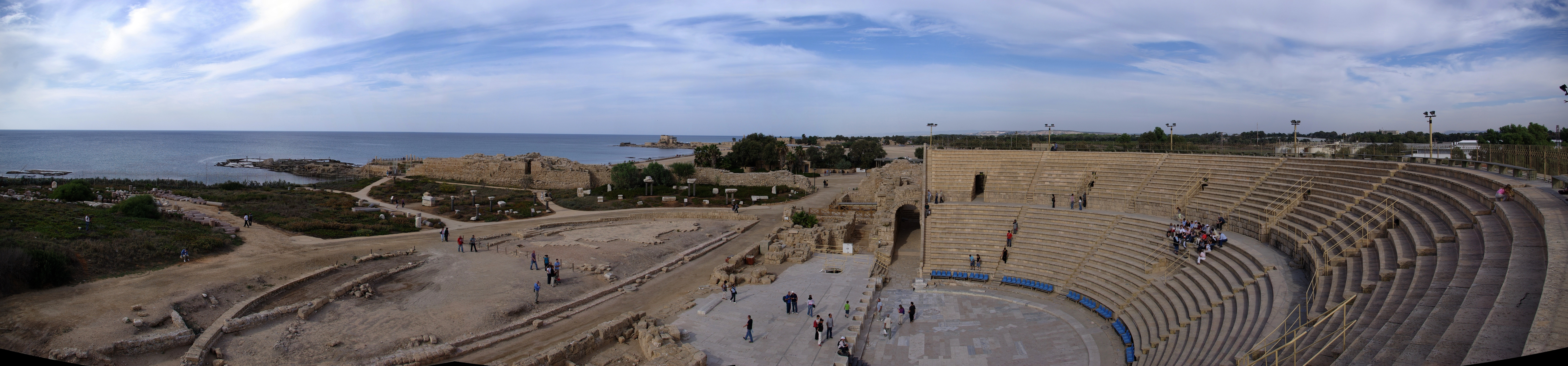
Römisches Theater in Caesarea (Kesarya), Israel.

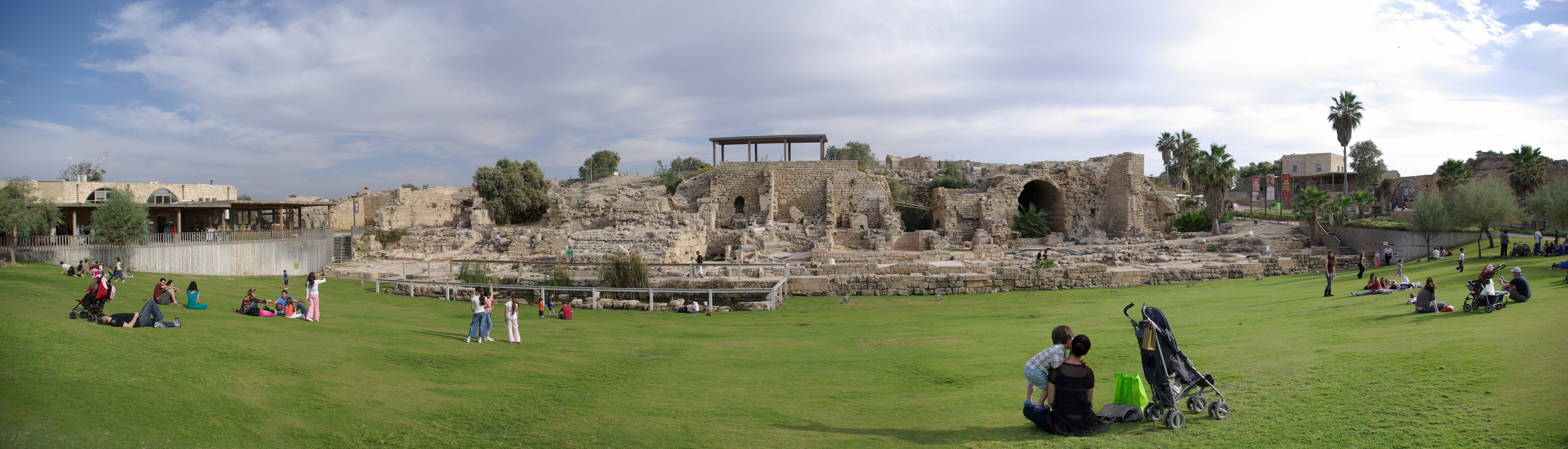
Ruinen der Kreuzfahrerstadt

Caesarea Maritima (eigentlich Caesarea Stratonis oder Caesarea Palaestinae), das häufig ohne weiteren Namenszusatz Caesarea oder Cäsarea genannt wird, war eine bedeutende antike Stadt der römischen Provinz Judäa. Nach dem missglückten Bar-Kochba-Aufstand wurde die Provinz Judäa im Jahr 136 in Syria Palaestina umbenannt und Caesarea erhielt den Beinamen Palaestinae. Sie wurde später auch eine wichtige Festung der Kreuzfahrer. Der ursprüngliche Name der Stadt war Stratonos Pyrgos (altgriechisch Στράτωνος πύργος). Die archäologischen Stätten gehören heute zu den bedeutendsten Israels, das Gelände wurde zum Nationalpark erklärt.
Die Stadt liegt nordwestlich von Chadera in der nördlichen Scharonebene am Mittelmeer, etwa auf halbem Wege zwischen Haifa und Tel Aviv. Unweit des antiken Ortes befindet sich das moderne Caesarea oder Keisarija.

## Geschichte

### Persische und hellenistische Zeit
In der persischen Epoche (586–332 v. Chr.) bauten die Phönizier an einer der Buchten mit hohem Grundwasserspiegel einen Ort, der nach der Eroberung durch Alexander den Großen im Jahre 332 v. Chr. sowie in der folgenden hellenistischen Zeit ausgeweitet wurde und dann zum Gebiet der antiken Stadt Dor gehörte. Der Ort wurde unter dem Namen Straton in einem Papyrus des Ägypters Zenon von Kaunos aus dem Jahre 259 v. Chr. erstmals erwähnt. Straton wie auch Dor wurden im Jahre 103 v. Chr. durch den hasmonäischen König Alexander Iannaeus im Jahre 103 v. Chr. erobert und gehörte damit zum Königreich Juda bis zur Eroberung durch die Römer im Jahr 63 v. Chr.

### Römische Kaiserzeit

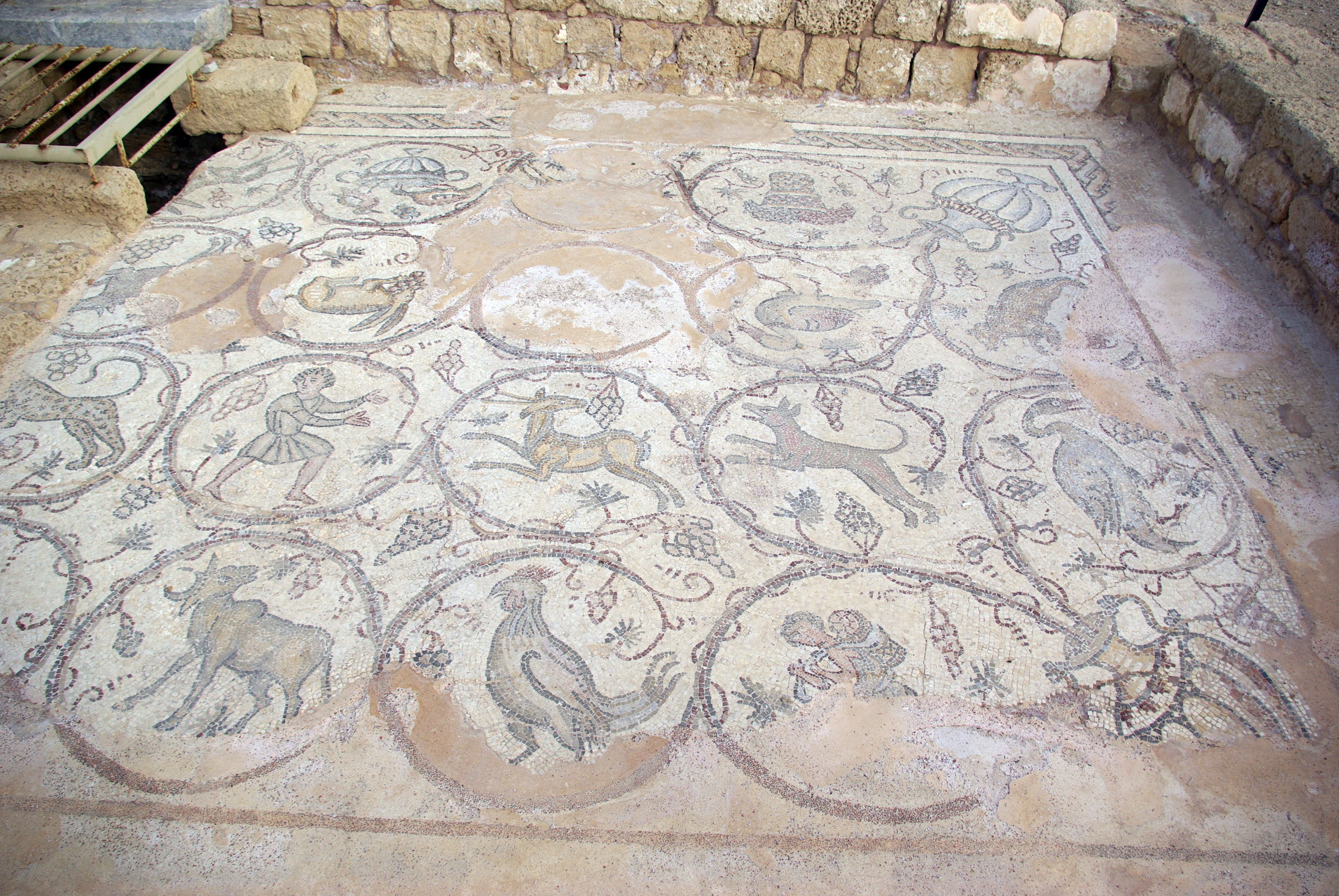
Mosaikfußboden aus römischer Zeit

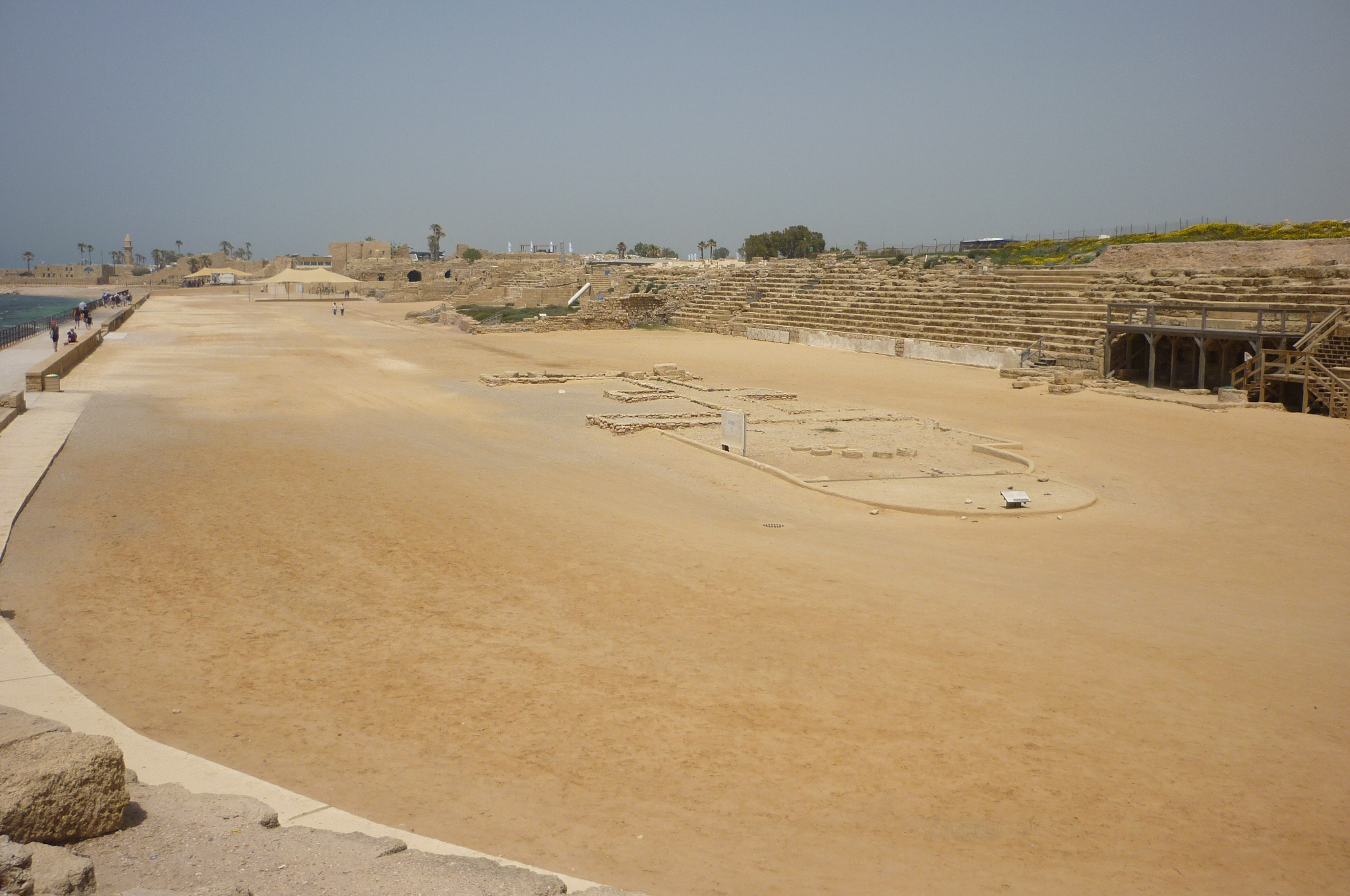
Hippodrom

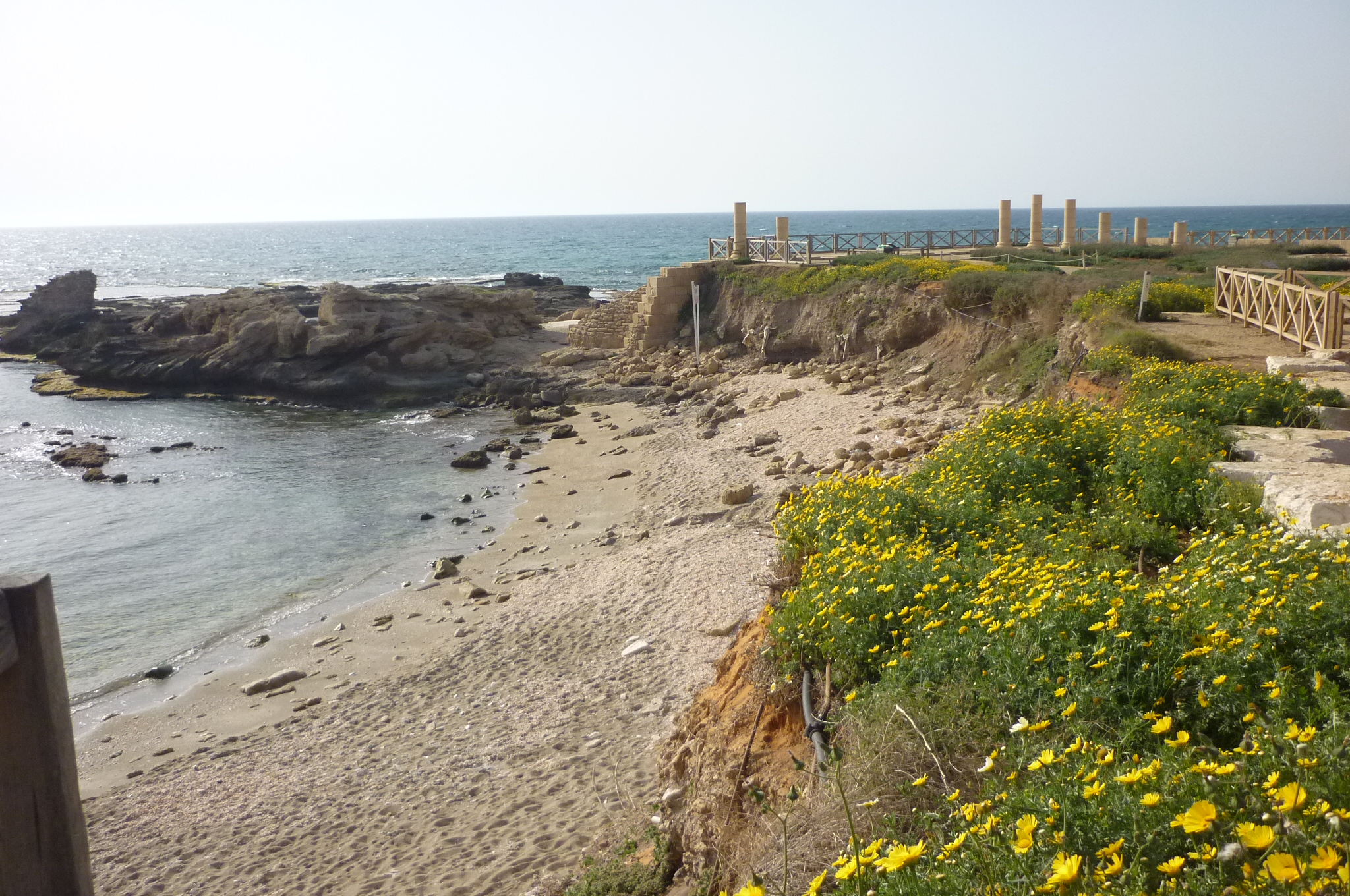
Unterer (links) und oberer (rechts) Palast des Herodes des Großen

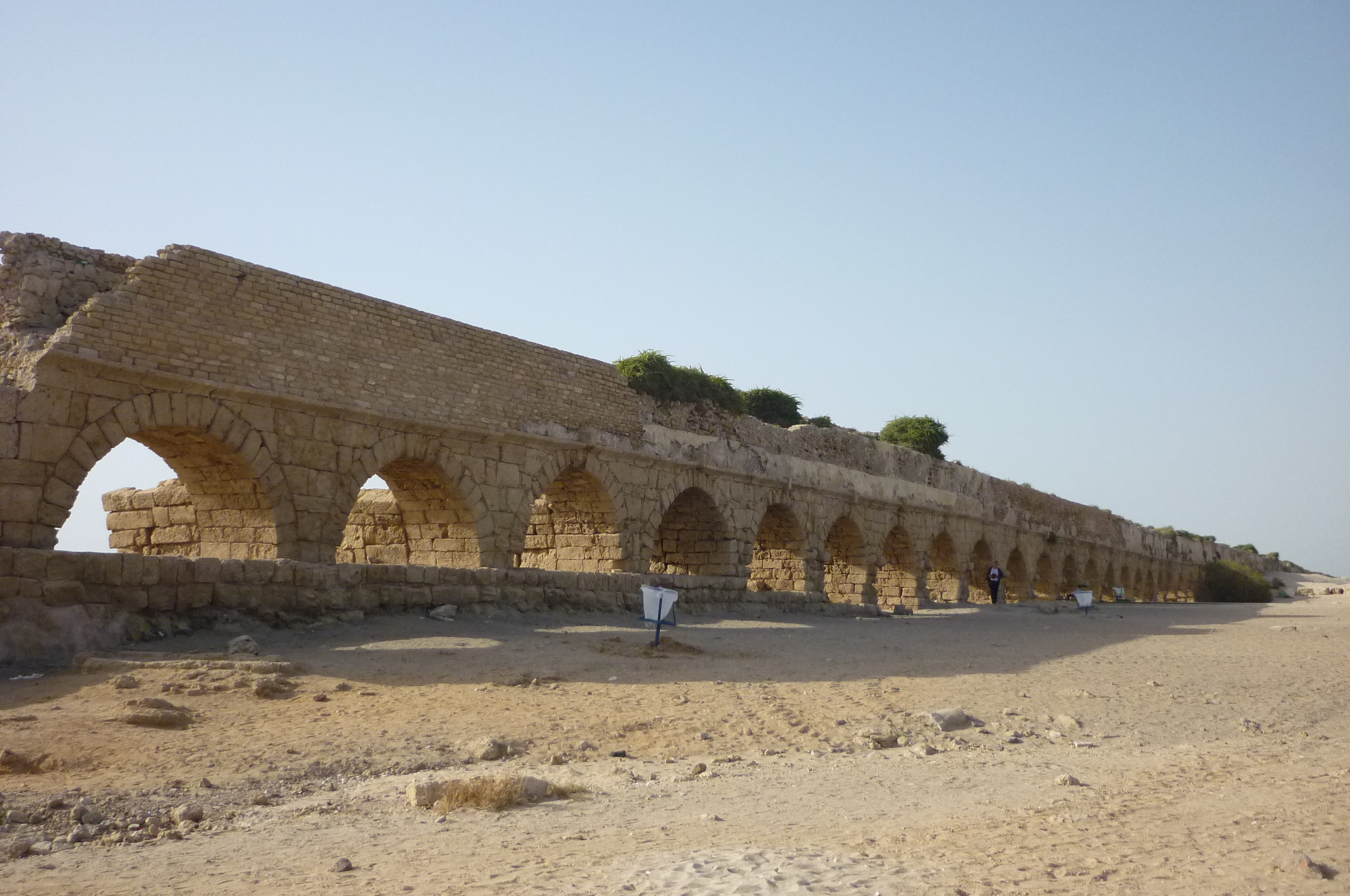
Aquädukt

Caesarea Maritima wurde wie einige andere Städte, z. B. Caesarea Philippi, zur Zeit der römischen Herrschaft gegründet und zu Ehren der römischen Kaiser Caesarea genannt. Zur Unterscheidung erhielt der Ort den Namenszusatz Maritima, was auf die Lage am Mittelmeer verweist.
Die Gründung Caesareas geht auf Herodes den Großen zurück, der das Gebiet in den Jahrzehnten vor der Zeitenwende als von Rom abhängiger Klientelkönig beherrschte. Er ließ Caesarea zwischen 22 und 10 v. Chr. an der Stelle der zu einer kleinen Hafensiedlung namens Turris Stratonis (Stratons Turm) heruntergekommenen Stadt zu Ehren des römischen Kaisers Augustus, der mit vollem Namen Imperator Caesar Augustus hieß und vor allem im griechischen Osten zumeist einfach Caesar genannt wurde, anlegen und mit einer Vielzahl von Bauwerken luxuriös ausstatten. Bei den Grabungen, bei denen entlang des Meeres ein Streifen von mehreren hundert Metern Länge ausgegraben wurde, wurden unter anderem ein Theater, ein Hippodrom, Geschäftsstraßen, große Bäder und Palastanlagen entdeckt.
Das Theater von Caesarea Maritima ist das älteste in Israel gefundene Theater. Es wurde unter Herodes dem Großen als römisches Theater erbaut und bis in die byzantinische Zeit genutzt. Das Theaterhalbrund (cavea) mit seinen rund 4.000 Sitzplätzen war in zwei Ränge gegliedert. Der Orchestraboden des Theaters war mit marmorähnlichem Putz verziert. Das Theater wurde nach Ende der byzantinischen Zeit in eine Festung umgebaut und verfiel nach der arabischen Eroberung. Das rekonstruierte Caesarea Amphitheatre mit 15.000 Sitzplätzen wird heute für Konzertveranstaltungen genutzt.
Das U-förmig gebaute Hippodrom vom Typ eines römischen Circus, das zur Zeit Herodes des Großen Amphitheater genannt wurde, diente während der ganzen römischen Zeit für Pferderennen, Sportwettbewerbe und Unterhaltungsveranstaltungen. Die Arena war 250 m lang und 50 m breit und hatte in zwölf Reihen 10.000 Sitzplätze. Ein weiterer Circus befand sich am östlichen, landeinwärtigen Stadtrand.
Auf einer Landzunge, die am südlichen Ende des Hippodroms anschließt, befinden sich die Reste des Palastes des Herodes des Großen. Der untere, ins Mittelmeer hineinreichende Teil war privaten Räumen vorbehalten. Der obere Flügel mit einem Innenhof umfasste die öffentlichen Räume, die zur Rechtsprechung, Verwaltung, zum Empfang und zur Unterhaltung von Würdenträgern genutzt wurden.
Der künstliche Hafen Caesareas mit großen Wellenbrechern war zu dieser Zeit der bedeutendste im Bereich des heutigen Israel/Palästina und vermutlich der damals zweitgrößte im östlichen Mittelmeerraum. Nördlich des eigentlichen Stadtgebietes stehen die Überreste eines sechs Kilometer langen Aquädukts, der die Stadt mit Wasser aus dem etwa 10 Kilometer entfernten Karmelgebirge versorgte. Durch gezielten Ausbau wurde Caesarea innerhalb kürzester Zeit eine der wichtigsten Städte des römischen Orients.

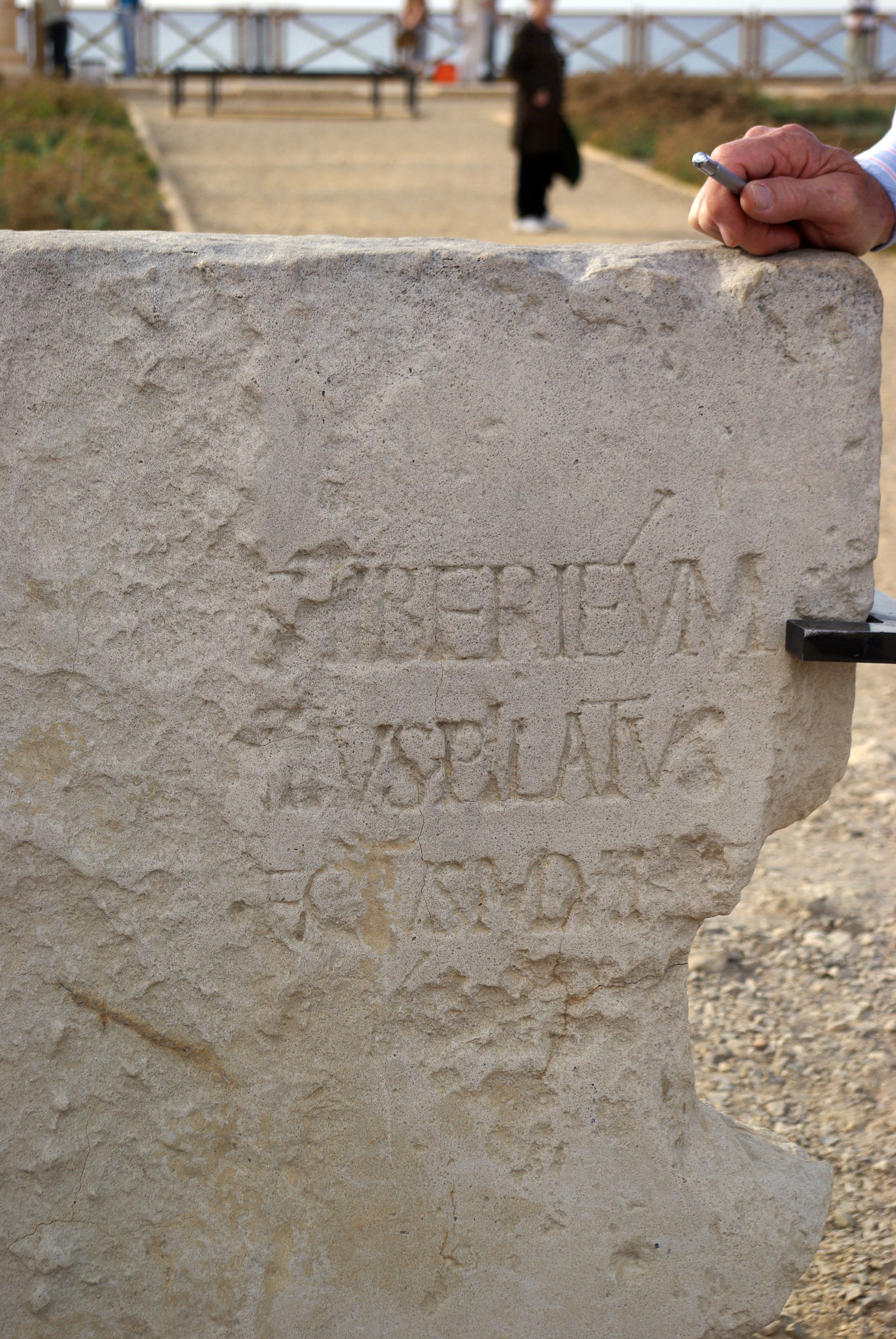
Stein, in den der Name Pontius Pilatus eingraviert ist. Zweite Zeile: …vs Pilatvs

Die Stadt wurde im Jahr 6 n. Chr., als das Gebiet unter direkte römische Kontrolle kam, Residenz der römischen Statthalter, die zunächst den Rang eines Präfekten, ab der Mitte des 1. Jahrhunderts eines Prokurators hatten und sich nur hin und wieder in Jerusalem aufhielten. Im Theater der Stadt wurde 1961 die Pontius-Pilatus-Inschrift von Caesarea gefunden, die den ältesten außerbiblischen Nachweis für die Statthalterschaft des Pontius Pilatus darstellt.
Caesarea war nach Angabe von Flavius Josephus Schauplatz einer großen Demonstration gegen Pontius Pilatus. Dieser hatte unter Missachtung des jüdischen Bilderverbotes Legionsadler und Bilder des Kaisers nach Jerusalem bringen lassen. Er hat die Demonstranten in der Rennbahn einkesseln lassen und ihnen mit Hinrichtung gedroht. Als diese sich daraufhin hinknieten und ihre Hälse entblößten, gab Pilatus, beeindruckt vom Mut der Juden, nach.
Laut Flavius Josephus kamen in der Stadt bei religiösen Auseinandersetzungen um 66 n. Chr. unter Gessius Florus 20.000 Juden ums Leben. Nach der Zerstörung Jerusalems 70 n. Chr. wurde Caesarea zur Hauptstadt der Provinz Palästina; die Stadt wurde zur colonia erhoben und blühte bis ins späte 6. Jahrhundert. Im 2. Jahrhundert soll die Colonia Prima Flavia Augusta Caesarea eine Bevölkerungszahl von etwa 125.000 Einwohnern gehabt haben.
Nach dem Bar-Kochba-Aufstand wurden im Jahr 135 einige der Anführer des Aufstandes in Caesarea zu Tode gefoltert. Unter ihnen war auch Rabbi Akiba, der geistige Vater von Bar Kochba. Am Ende des 2. Jahrhunderts wurde die Stadt christlicher Bischofssitz. Während der valerianischen Christenverfolgung (257/58) wurden in Caesarea in Palaestina, wie später Eusebius von Caesarea berichtet, angeblich drei Männer (Priscus, Malchus und Alexander) wegen ihres Bekenntnisses zu Christus wilden Tieren zum Fraße vorgeworfen und erlitten so das Martyrium.

### Spätantike
In einer weiteren Blütezeit im 5. und 6. Jahrhundert erreichte Caesarea während der oströmischen Herrschaft wahrscheinlich erneut eine Einwohnerzahl von deutlich über 100.000 Menschen und war ein wichtiger Flottenstützpunkt. Die Kaiser Anastasius und Justinian ließen in Caesarea größere Bauprojekte durchführen. Unter anderem wurde der stets von Versandung bedrohte Hafen erneuert. In dieser Zeit wurde auch ein prunkvolles Dampfbad erbaut. Spätestens seit dem 4. Jahrhundert befand sich dort eine sehr gut bestückte und weithin berühmte Bibliothek, um die sich besonders Eusebius von Caesarea verdient machte und die noch im 6. Jahrhundert vermutlich auch der bedeutende griechische Geschichtsschreiber Prokopios benutzte, der aus der Stadt stammte. Dieser beklagt unter anderem auch das gewaltsame Vorgehen der Kaiser gegen die in Caesarea zahlreichen Samaritaner.

### Perser und Araber
Die Bedeutung der Stadt nahm seit der vorübergehenden Eroberung durch die persischen Sassaniden um 619 bis 628 und durch die dauerhafte Besetzung durch die Araber nach 640, gegen die sich Caesarea lange verteidigt hatte, Mitte des 7. Jahrhunderts rapide ab. Zunächst wurde der Hafen noch genutzt. Nach dem 8. Jahrhundert verfiel er jedoch, da einer Verlandung nicht mehr wirksam entgegengewirkt wurde, ehe er von den Kreuzfahrern erneut in Betrieb genommen wurde.

### Kreuzfahrerzeit

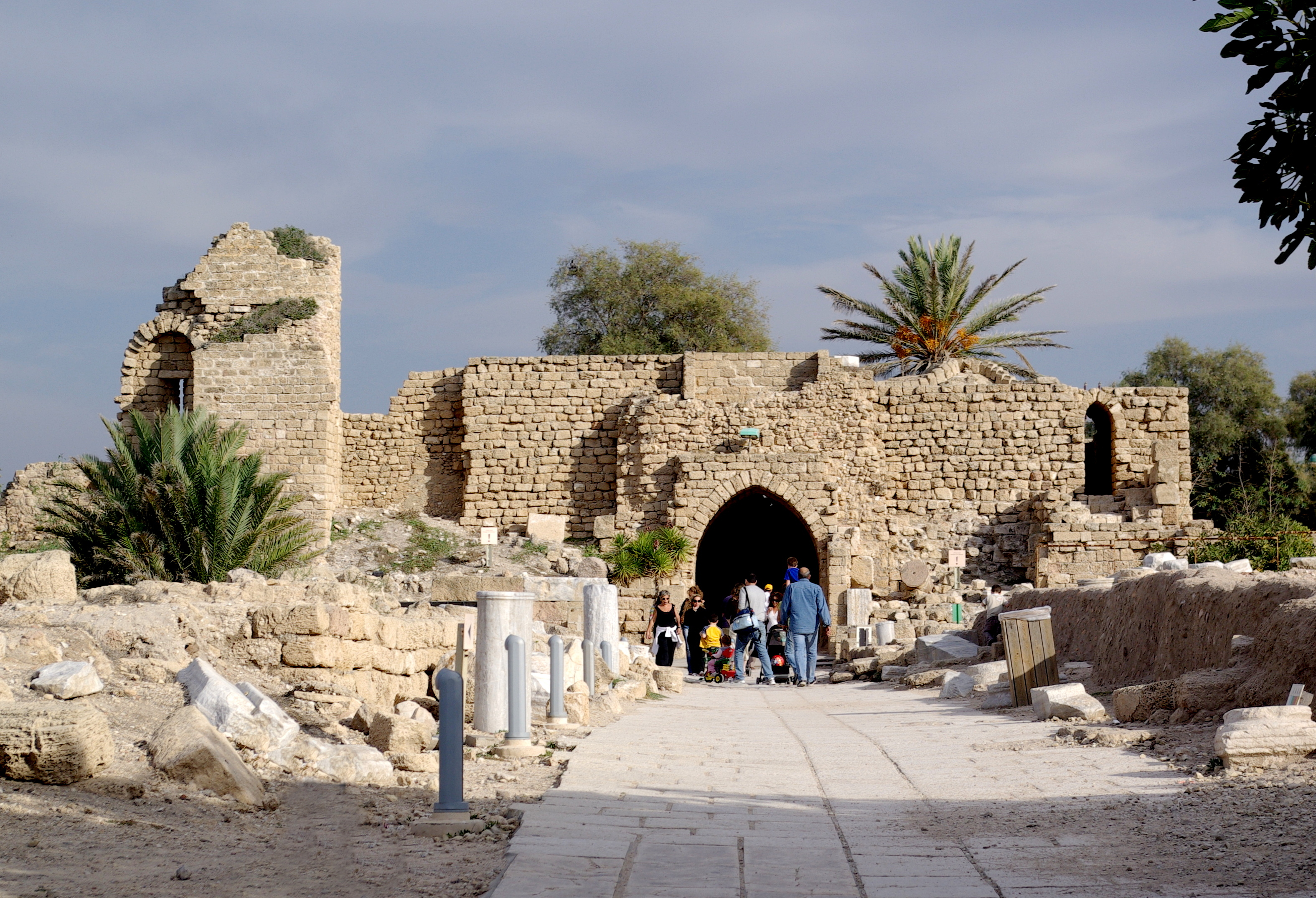
Stadttor der Kreuzfahrer

Unter den Kreuzfahrern erlebte die Stadt noch einmal eine kurze Blütezeit. Sie eroberten die Stadt am 17. Mai 1101 nach einer fünfzehntägigen Belagerung. Weil sich die Stadt dem zuvor von Balduin I. angebotenen Übergabeersuchen im Vertrauen auf ihre Mauern widersetzt hatte, kam es nach dem Fall zur Plünderung und einem Massaker an der Bevölkerung, dem nur wenige Einwohner entgingen. Nach ihrer Einnahme machten die Kreuzfahrer die Stadt zum Zentrum einer Herrschaft sowie zum Sitz eines Erzbistums mit der Kathedrale St. Peter. Die Kreuzfahrer befestigten sie erneut und legten letztmals 1254 große Wallanlagen an, die ebenfalls ausgegraben wurden und gut erhalten sind. Allerdings nahm die Kreuzfahrerstadt nur noch einen Bruchteil der Fläche der antiken Stadt ein.

### Mamelukken und osmanische Zeit
Trotz der starken Befestigungen wurde Caesarea 1275 von Sultan Baibars erobert. Die Bevölkerung wurde getötet oder versklavt. Nach der Eroberung verfiel die Stadt; teilweise wurden die Steine als Baumaterial abtransportiert. Der Ort blieb lange Zeit völlig verlassen; ab dem späten 19. Jahrhundert bestand an der Stelle Caesareas das kleine Dorf Keisarije. Die Bewohner waren muslimische Flüchtlinge (bosnische Familien), die durch die Osmanen angesiedelt worden waren. Die Bewohner des Dorfes wurden im Palästinakrieg vertrieben.

## Christentum
Der biblische Ort Caesarea ist bei vielen Christen im Westen in Vergessenheit geraten. Das Pilgerhaus in der Stadt hat aber nicht nur für lokale Christen eine wichtige Bedeutung: Es wird vermutet, dass sich der Apostel Petrus in der Stadt aufgehalten hat.
Im Neuen Testament wird Caesarea mehrfach erwähnt. Hier soll durch den Apostel Simon Petrus die erste Taufe eines Heiden bzw. Nichtjuden (der römische Hauptmann Kornelius) stattgefunden haben (Apostelgeschichte 10 , siehe Heidenchristen). Außerdem berichtet die Bibel, dass Paulus im Hafen von Caesarea auf der Rückreise von seiner zweiten Missionsreise gelandet sei (Apg 18,22 ). Und schließlich ist er hier zwei Jahre in Gefangenschaft gehalten worden. Hier, vermutlich in den Räumen des oberen Palastes von Caesarea, ist Paulus durch den römischen Prokurator von Judäa Porcius Festus vor Herodes Agrippa II. und dessen Schwester Berenike verhört (Apg 25,23 ) und von hier nach Rom zum Kaiser Nero geschickt worden (Apostelgeschichte 27 ).
Der christliche Gelehrte Pamphilos von Caesarea begründete in Caesarea Maritima eine Schule in der Nachfolge von Origenes, der im Jahr 231 seine Lehrtätigkeit von Alexandria nach Caesarea verlegt hatte, und baute hier die umfangreiche Bibliothek von Caesarea auf. Er war der Lehrer von Eusebios, Bischof von Caesarea.
Die Stadt war bereits frühzeitig ein christlicher Bischofssitz. Als Vorgänger von Eusebius im Bischofsamt werden von ihm selber genannt: Agapios von Caesarea, Theoteknos und Domnus. Nach neutestamentlichen Apokryphen, die im 4. Jahrhundert in den Apostolischen Konstitutionen zusammengefasst wurden, wurde Zachäus vom Apostel Petrus als erster Bischof von Caesarea eingesetzt.
In der Zeit der Kreuzfahrer wurde die lateinische Hierarchie hergestellt. Nach der Eroberung des Heiligen Landes durch die Araber ging die Metropolie endgültig unter und wurde als Caesarea in Palaestina zum Titularerzbistum der römisch-katholischen Kirche.
Daneben existiert noch ein Titularerzbistum des Griechisch-Melchitischen Ritus – nomen „de curia“: Caesariensis in Palaestina Graecorum Melkitarum zur Erinnerung an das Erzbistum Caesarea Maritima.

## Moderne Stadt
Die erste jüdische Siedlung im Bereich Caesareas war der Kibbuz Sdot Jam, der 1940 gegründet wurde. Nach der Gründung des Staates Israel im Jahr 1948 entstand wenige Kilometer vom Meer entfernt das moderne „Keisarija“ (hebräisch קיסריה). Das wiederaufgebaute antike Theater Caesareas wird heute für Musik- und Theateraufführungen vor der Kulisse des Mittelmeers genutzt.

## Archäologie
Erste wissenschaftliche Untersuchungen begannen im Jahre 1873 durch den Palestine Exploration Fund. Es wurden das Theater, das Hippodrom, der Aquädukt und die Kreuzritterstadt sowie Säulen, Kapitelle und Statuen gefunden. Die Ausgrabungen wurden ab 1959 durch italienische und israelische sowie ab 1992 auch durch amerikanische Archäologen fortgesetzt.
- Fünf Hobbytaucher haben im Februar 2015 zufällig fast 2000 Münzen aus der Zeit der Fatimiden (909 bis 1171 n. Chr.) auf dem Hafengrund gefunden. Wie die Israel Antiquities Authority mitteilte, handle sich um den größten je in Israel gefundenen Goldschatz, der rund neun Kilogramm wiege.[8]
- 2016 fanden beim antiken Hafen von Caeserea Hobbytaucher in den Überresten gesunkener Schiffe Münzen u. a. mit dem Bildnis Kaiser Konstantins[9] (306–337) und Bronzestatuen aus römischer Zeit.[10]
- 2018 entdeckten Archäologen ein römisches Mosaik aus der byzantinischen Zeit. Das seltene Steinkunstwerk mit einer Inschrift auf Altgriechisch ist mehr als 3,5 Meter mal 8 Meter groß und schmückte den Boden eines Gebäudes. Es zeigt drei männliche Personen.[11]
- Östlich von Caesarea liegt die Ausgrabungsstätte En Esur, die die Überreste einer 5.000 Jahre alten Stadt enthält, die etwa 6.000 Bewohnern Platz bot und sich über 65 Hektar erstreckte.[12]

## Persönlichkeiten
- hl. Reparata, altkirchliche Märtyrerin, die um 250 n. Chr. in Cäsarea getötet wurde
- Romanus von Cäsarea († 303), hl. Diakon und Märtyrer (Gedenktag: 18. November)
- Apphianus († 306), Theologe, Schüler von Pamphilos von Caesarea, Märtyrer (Gedenktag: 2. April)
- Pamphilos von Caesarea (* um 240; † 309), Theologe, Märtyrer (Gedenktag: 16. Februar (römisch-katholisch) und 1. Juni (orthodox))
- Eusebius von Caesarea (260/64–339/40), seit 313 (315?) Bischof von Caesarea in Palästina, Schüler des Origenes
- Acacius von Caesarea († 366/367) Bischof von Caesarea, Nachfolger von Eusebius
- Prokopios von Caesarea (* um 500; † um 562), spätantiker Historiker